# تشارلز ستاين
تشارلز ستاين (بالإنجليزية: Charles Stine)‏ هو كيميائي أمريكي، ولد في 1882، وتوفي في 1954.